# محاصره شیمودا
محاصره شیمودا (انگلیسی: Siege of Shimoda) محاصره دریائی را در برابر خاندان هوجوی اخیر و قلعه ساحلی این خاندان در ولایت ایزو بود. این محاصره همزمان با محاصره بزرگتر محاصره اوداوارا (۱۵۹۰) بود، هر چند فرماندهان نیروی محاصره از میان بزرگترین ژنرال‌های هیده‌یوشی بودند، آنها به وسیله تنها ۶۰۰ مدافع این قلعه به مدت چهار ماه معطل نگه داشته شدند.